# New Washington (Indiana)
New Washington è un census-designated place (CDP) degli Stati Uniti d'America, situato nello stato dell'Indiana, nella contea di Clark.